# 2010년 동계 올림픽 메달 집계

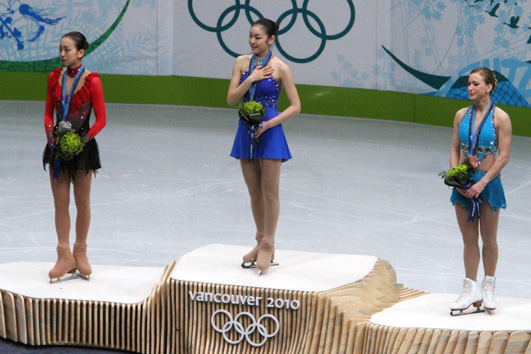
왼쪽부터, 2010년 동계 올림픽 피겨스케이팅 여자 싱글에서 메달을 획득한 일본의 아사다 마오 (은메달), 대한민국의 김연아 (금메달), 캐나다의 조애니 로셰트 (동메달).

2010년 동계 올림픽 메달 집계는 2010년 동계 올림픽에서 획득한 메달 순으로 매긴 각국 국가 올림픽 위원회의 목록이다.

## 메달 집계
다음은 국제올림픽위원회에서 제공하는 정보를 토대로 한 표로, 금메달·은메달·동메달의 수 순서로 랭킹을 매긴다. 금은동의 수가 모두 동률일 경우, 같은 순위가 되고 IOC 국가 부호의 알파벳 순으로 목록에 표시한다.
바이애슬론 남자 개인전에서 공동 2위가 나와서 은메달이 2개 수여되었고, 동메달은 수여되지 않았다. 주최국인 캐나다는 연보라색으로 표시되어 있다.
| 순위 | 국가                 | 금메달 | 은메달 | 동메달 | 합계 |
| ---- | -------------------- | ------ | ------ | ------ | ---- |
| 1    | 캐나다 (CAN)         | 14     | 7      | 5      | 26   |
| 2    | 독일 (GER)           | 10     | 13     | 7      | 30   |
| 3    | 미국 (USA)           | 9      | 15     | 13     | 37   |
| 4    | 노르웨이 (NOR)       | 9      | 8      | 6      | 23   |
| 5    | 대한민국 (KOR)       | 6      | 6      | 2      | 14   |
| 6    | 스위스 (SUI)         | 6      |        | 3      | 9    |
| 7    | 중화인민공화국 (CHN) | 5      | 2      | 4      | 11   |
| 7    | 스웨덴 (SWE)         | 5      | 2      | 4      | 11   |
| 9    | 오스트리아 (AUT)     | 4      | 6      | 6      | 16   |
| 10   | 네덜란드 (NED)       | 4      | 1      | 3      | 8    |
| 11   | 러시아 (RUS)         | 3      | 5      | 7      | 15   |
| 12   | 프랑스 (FRA)         | 2      | 3      | 6      | 11   |
| 13   | 오스트레일리아 (AUS) | 2      | 1      |        | 3    |
| 14   | 체코 (CZE)           | 2      |        | 4      | 6    |
| 15   | 폴란드 (POL)         | 1      | 3      | 2      | 6    |
| 16   | 이탈리아 (ITA)       | 1      | 1      | 3      | 5    |
| 17   | 벨라루스 (BLR)       | 1      | 1      | 1      | 3    |
| 17   | 슬로바키아 (SVK)     | 1      | 1      | 1      | 3    |
| 19   | 영국 (GBR)           | 1      |        |        | 1    |
| 20   | 일본 (JPN)           |        | 3      | 2      | 5    |
| 21   | 크로아티아 (CRO)     |        | 2      | 1      | 3    |
| 21   | 슬로베니아 (SLO)     |        | 2      | 1      | 3    |
| 23   | 라트비아 (LAT)       |        | 2      |        | 2    |
| 24   | 핀란드 (FIN)         |        | 1      | 4      | 5    |
| 25   | 에스토니아 (EST)     |        | 1      |        | 1    |
| 25   | 카자흐스탄 (KAZ)     |        | 1      |        | 1    |
| 합계 | 합계                 | 86     | 87     | 85     | 258  |

## 같이 보기
- 2010년 동계 패럴림픽 메달 집계